# Huacaybamba (distrito)
O Distrito peruano de Huacaybamba é um dos quatro distritos que formam a Província de Huacaybamba, situada no Departamento de Huánuco, pertencente a Região Huánuco, na zona central do Peru.

## Transporte
O distrito de Huacaybamba é servido pela seguinte rodovia:
- PE-14A, que liga o distrito de Huaraz (Região de Ancash)à cidade de Rupa-Rupa (Região de Huánuco)
- HU-100, que liga a cidade ao distrito de Huacrachuco[1][2][3]